# Edgar Alonzo
Edgar José Alonzo Juárez (San Pedro Sula, Cortés, Honduras, 23 de septiembre de 1988) es un futbolista hondureño. Juega de defensa y su actual equipo es el Juticalpa F. C. de la Liga Nacional de Honduras.

## Clubes
| Club               | País     | Año         |
| ------------------ | -------- | ----------- |
| Atlético Olanchano | Honduras | 2008 - 2013 |
| Juticalpa F. C.    | Honduras | 2013 - 2017 |